# 天命英雄
天命英雄（越南语：／）是越南拍攝的一部武俠片，2012年1月20日上檔。該片由美籍越裔導演維克托·武（Victor Vũ）執導。

## 演員
- 范黃東 飾 阮武 （Nguyên Vũ）
- 邓氏美蓉 飾 花春 （Hoa Xuân）
- 雲莊 飾 宣慈太后 （Tuyên Từ Thái Hậu）
- 姜玉 飾 陳將軍 （Trần tướng quân）
- 明順 飾 师父 （Sư phụ）
- 金賢 飾 花夏 （Hoa Hạ）
- 黎勇兒 飾 阮廌 （Nguyễn Trãi）
- 阮雲英 飾 阮氏路 （Nguyễn Thị Lộ）
- 黎玉欣 飾 黎太宗 （Lê Thái Tông）
- 馮光松 飾 黎仁宗 （Lê Nhân Tông）

## 外部連結
- 互联网电影数据库（IMDb）上《天命英雄》的资料（英文）